# EROTICS×ANGEL
「EROTICS×ANGEL」(エロティクス・エンジェル)は、綾月リョウ作のティーンズラブ小説。

## あらすじ
天界と魔界の抗争のさなか、女天使・フェシリアは魔界軍の捕虜となり、引き取り先の悪魔・ゼルにレイプされてしまう。
その後もゼルによる性的虐待を受け続けたフェシリアは、ふとしたことからゼルの館を脱出する事に成功した。しかし、その先で彼女を待っていたのは、あまりにも過酷な運命だった・・・・・・。

## 書誌情報
- EROTICS×ANGEL(文・綾月リョウ、絵・本田たまのすけ フランス書院ティアラ文庫）2010年2月5日発売 ISBN 978-4-8296-6529-9